# Polo aquático no Campeonato Mundial de Desportos Aquáticos
O Campeonato Mundial de Polo aquático é a principal competição internacional de polo aquático. É organizado desde 1973 (o torneio masculino) e desde 1986 (torneio feminino) pela Federação Internacional de Natação (FINA), ele é ambientado dentro do Campeonato Mundial de Desportos aquáticos. Desde 2001 se realiza a cada ano impar, se tornando uma das grandes competições da modalidade junto com os Jogos Olímpicos e a Liga Mundial. 

## Masculino

### Edições
| N.    | Ano  | Sede                           | Ouro                | Prata           | Bronze              |
| ----- | ---- | ------------------------------ | ------------------- | --------------- | ------------------- |
| I     | 1973 | Belgrado · ( Iugoslávia)       | Hungria             | União Soviética | Iugoslávia          |
| II    | 1975 | Cali · ( Colômbia)             | União Soviética     | Hungria         | Itália              |
| III   | 1978 | Berlim · ( Alemanha Ocidental) | Itália              | Hungria         | Iugoslávia          |
| IV    | 1982 | Guayaquil · ( Equador)         | União Soviética     | Hungria         | Alemanha Ocidental  |
| V     | 1986 | Madrid · ( Espanha)            | Iugoslávia          | Itália          | União Soviética     |
| VI    | 1991 | Perth · ( Austrália)           | Iugoslávia          | Espanha         | Hungria             |
| VII   | 1994 | Roma · ( Itália)               | Itália              | Espanha         | Rússia              |
| VIII  | 1998 | Perth · ( Austrália)           | Espanha             | Hungria         | Iugoslávia          |
| IX    | 2001 | Fukuoka · ( Japão)             | Espanha             | Iugoslávia      | Rússia              |
| X     | 2003 | Barcelona · ( Espanha)         | Hungria             | Itália          | Sérvia e Montenegro |
| XI    | 2005 | Montreal · ( Canadá)           | Sérvia e Montenegro | Hungria         | Grécia              |
| XII   | 2007 | Melbourne · ( Austrália)       | Croácia             | Hungria         | Espanha             |
| XIII  | 2009 | Roma · ( Itália)               | Sérvia              | Espanha         | Croácia             |
| XIV   | 2011 | Xangai · ( China)              | Itália              | Sérvia          | Croácia             |
| XV    | 2013 | Barcelona · ( Espanha)         | Hungria             | Montenegro      | Croácia             |
| XVI   | 2015 | Kazan · ( Rússia)              | Sérvia              | Croácia         | Grécia              |
| XVII  | 2017 | Budapeste · ( Hungria)         | Croácia             | Hungria         | Sérvia              |
| XVIII | 2019 | Gwangju ( Coreia do Sul)       | Itália              | Espanha         | Croácia             |

### Quadro de Medalhas
- Atualizado até Gwangju 2019

| Ordem | País                | Medalha de ouro | Medalha de prata | Medalha de bronze | Total |
| ----- | ------------------- | --------------- | ---------------- | ----------------- | ----- |
| 1     | Itália              | 4               | 2                | 1                 | 7     |
| 2     | Hungria             | 3               | 7                | 1                 | 11    |
| 3     | Espanha             | 2               | 4                | 1                 | 7     |
| 4     | Croácia             | 2               | 1                | 4                 | 7     |
|       | Iugoslávia          | 2               | 1                | 3                 | 6     |
| 6     | Sérvia              | 2               | 1                | 1                 | 4     |
|       | União Soviética     | 2               | 1                | 1                 | 4     |
| 8     | Sérvia e Montenegro | 1               | 0                | 1                 | 2     |
| 9     | Montenegro          | 0               | 1                | 0                 | 1     |
| 10    | Grécia              | 0               | 0                | 2                 | 2     |
|       | Rússia              | 0               | 0                | 2                 | 2     |
| 11    | Alemanha            | 0               | 0                | 1                 | 1     |
|       | TOTAL               | 18              | 18               | 18                | 54    |

## Feminino

### Edições
| N.   | Ano  | Sede                     | Ouro           | Prata          | Bronze         |
| ---- | ---- | ------------------------ | -------------- | -------------- | -------------- |
| I    | 1986 | Madrid · ( Espanha)      | Austrália      | Países Baixos  | Estados Unidos |
| II   | 1991 | Perth · ( Austrália)     | Países Baixos  | Canadá         | Estados Unidos |
| III  | 1994 | Roma · ( Itália)         | Hungria        | Países Baixos  | Itália         |
| IV   | 1998 | Perth · ( Austrália)     | Itália         | Países Baixos  | Austrália      |
| V    | 2001 | Fukuoka · ( Japão)       | Itália         | Hungria        | Canadá         |
| VI   | 2003 | Barcelona · ( Espanha)   | Estados Unidos | Itália         | Rússia         |
| VII  | 2005 | Montreal · ( Canadá)     | Hungria        | Estados Unidos | Canadá         |
| VIII | 2007 | Melbourne · ( Austrália) | Estados Unidos | Austrália      | Rússia         |
| IX   | 2009 | Roma · ( Itália)         | Estados Unidos | Canadá         | Rússia         |
| X    | 2011 | Xangai · ( China)        | Grécia         | China          | Rússia         |
| XI   | 2013 | Barcelona · ( Espanha)   | Espanha        | Austrália      | Hungria        |
| XII  | 2015 | Kazan · ( Rússia)        | Estados Unidos | Países Baixos  | Itália         |
| XIII | 2017 | Budapeste · ( Hungria)   | Estados Unidos | Espanha        | Rússia         |
| XIV  | 2019 | Gwangju ( Coreia do Sul) | Estados Unidos | Espanha        | Austrália      |

### Quadro de Medalhas
- Atualizado até Gwangju 2019

| Ordem | País           | Medalha de ouro | Medalha de prata | Medalha de bronze | Total |
| ----- | -------------- | --------------- | ---------------- | ----------------- | ----- |
| 1     | Estados Unidos | 6               | 1                | 2                 | 9     |
| 2     | Itália         | 2               | 1                | 2                 | 5     |
| 3     | Hungria        | 2               | 1                | 1                 | 4     |
| 4     | Países Baixos  | 1               | 4                | 0                 | 5     |
| 5     | Austrália      | 1               | 2                | 2                 | 5     |
| 6     | Espanha        | 1               | 2                | 0                 | 3     |
| 6     | Grécia         | 1               | 0                | 0                 | 1     |
| 8     | Canadá         | 0               | 2                | 2                 | 4     |
| 9     | China          | 0               | 1                | 0                 | 1     |
| 10    | Rússia         | 0               | 0                | 5                 | 5     |
|       | TOTAL          | 14              | 14               | 14                | 42    |

## Ligações Externas
- Resultados históricos dos campeonatos).